# Sonio
El sonio o son es una unidad de sonoridad (ing. loudness) de percepción subjetiva de la presión del sonido. El estudio de la percepción de sonoridad está incluido en el tópico psicoacústica y emplea métodos de psicofísica. Duplicando la sonoridad percibida se duplica el valor del sonio. Propuesto por Stanley Smith Stevens en 1936, no es una unidad SI.

## Definiciones y conversiones
Un Sonio equivale a 5 beos, de acuerdo con la definición de Stevens, la sonoridad de 1 sonio es equivalente a 40 fonios (ing. phon)(un tono de 1 Hz a 40 dB SPL). La escala de fonios se alinea con el dB, no con la sonoridad, así que las escalas de sonio y fonio no son proporcionales. Más que, la sonoridad en sonios es, al menos muy cercana, a la ley de potencias de la intensidad de señal, con un exponente de 0.3. Con este exponente, cada 10 fonios de incremento (o 10 dB a 1 kHz) produce casi, exactamente, una duplicación de sonoridad en sonios.
| Sonio | 1  | 2  | 4  | 8  | 16 | 32 | 64  |
| Fonio | 40 | 50 | 60 | 70 | 80 | 90 | 100 |

A otras frecuencias que 1 kHz, el nivel de sonoridad en fonios se calibra de acuerdo a la repuesta de frecuencia de la audición humana, vía un conjunto de curvas isofónicas y entonces el nivel de sonoridad en fonios es mapeado a sonoridad en sonios vía la misma ley de potencias.
| Símbolo               | Nombre             | Unidad | Condición                                | Fórmula                                 |
| --------------------- | ------------------ | ------ | ---------------------------------------- | --------------------------------------- |
| {\displaystyle N}     | Sonoridad          | Sonio  | {\displaystyle L_{N}>{\text{40 fonios}}} |                                         |
| {\displaystyle L_{N}} | Nivel de sonoridad | Fonios | {\displaystyle N>{\text{1 sonio}}}       | {\displaystyle L_{N}=40+10\log _{2}(N)} |

Se necesitan correcciones a niveles bajos, cerca del umbral de audición.
Estas fórmulas son para ondas sinusoidales de simple frecuencia o señales de banda corta. Para multi-componentes o señales de banda ancha, se requiere un modelo de sonoridad más elaborado contando para bandas críticas.
Para ser totalmente precisa, una medida en sonios debe ser especificada en términos del sufijo opcional G, el cual quiere decir que el valor de sonoridad es calculado desde grupos de frecuencia, y por uno de los dos sufijos D (para campo directo o campo libre) o R (para campo de cuarto o campo difuso).

## Valores ejemplo
| Descripción                                     | Presión del sonido | Nivel de presión del sonido | Sonoridad    |
|                                                 | Pa                 | dB re 20 μPa                | Sonio        |
| ----------------------------------------------- | ------------------ | --------------------------- | ------------ |
| Umbral de dolor                                 | ~ 100              | ~ 134                       | ~ 676        |
| Daño auditivo durante efecto de corto término   | ~ 20               | ~ 120                       | ~ 256        |
| Reactor Jet, alejado 100 m                      | 6 ... 200          | 110 ... 140                 | 128 ... 1024 |
| Martillo neumático, alejado 1 m / club nocturno | ~ 2                | ~ 100                       | ~ 64         |
| Daño auditivo durante efecto de largo término   | ~ 6×10−1           | ~ 90                        | ~ 32         |
| Carretera mayor, alejado 10 m                   | 2×10−1 ... 6×10−1  | 80 ... 90                   | 16 ... 32    |
| Carro de pasajeros, alejado 10 m                | 2×10−2 ... 2×10−1  | 60 ... 80                   | 4 ... 16     |
| Conjunto de TV a nivel de hogar, alejado 1 m    | ~ 2×10−2           | ~ 60                        | ~ 4          |
| Hablado normal, alejado 1 m                     | 2×10−3 ... 2×10−2  | 40 ... 60                   | 1 ... 4      |
| Habitación muy calma                            | 2×10−4 ... 6×10−4  | 20 ... 30                   | 0.15 ... 0.4 |
| Susurro de hojas, respiración calma             | ~ 6×10−5           | ~ 10                        | ~ 0.02       |
| Umbral de audición a 1 kHz                      | 2×10−5             | 0                           | 0            |